# Parodia gaucha
Parodia gaucha là một loài thực vật có hoa trong họ Cactaceae. Loài này được M.Machado & Larocca mô tả khoa học đầu tiên năm 2008.